# Little 15
Singles de Depeche Mode
Behind the Wheel
(1987) Strangelove '88
(1988)
Pistes de Music for the Masses
Sacred Behind the Wheel
Little 15 est le vingt-et-unième single de Depeche Mode sorti le 16 mai 1988, quatrième extrait de l'album Music for the Masses. La chanson à la base ne devait pas être un single (en fait, elle a même failli ne pas être sur l'album), mais un label français a voulu la sortir en single.
Little 15 est sorti dans très peu de pays et n'a pas eu le même impact dans les classements de meilleures ventes de singles par rapport à ses prédécesseurs ; même s'il est rentré dans le Top 20 de quelques pays. C'est donc une sortie mineure qui n'avait pas de plus le label "BONG" pour la première fois depuis le single "Leave in Silence" de 1982.

## Informations
Little 15 allie en harmonie le son électronique à celui du piano, affichant un air triste aux allures sombres. Les paroles semblent renforcer cet effet, une interprétation pourrait être que la chanson est du point de vue d'une personne mûre ayant une nostalgie en voyant plus jeune que soi, et là en l'occurrence un « petit de 15 ans ». La chanson affiche donc un thème particulier, un peu à l'image de A Question of Time avec qui il partage la notion du temps qui passe inexorablement.
Il n'y a pas eu de version remixée de Little 15 au moment de sa sortie (la version présente sur l'album est celle du 45 tours comme du maxi); cependant, il y avait deux instrumentaux inédits en face B, joués tous deux au piano par Alan Wilder. « Stjärna » (qui est souvent mal orthographié comme « St. Jarna »), qui signifie « étoile » en suédois, est composé par Martin Gore et se retrouve sur tous les supports. Le maxi 45-tours contient également une interprétation de la Sonate pour piano nº 14 de Ludwig van Beethoven. Selon ses dires, Wilder n'avait pas l'intention de sortir la piste en face B, il faisait cette interprétation pour le plaisir, mais Gore l'enregistra furtivement. Ceci explique pourquoi la pièce n'est pas parfaitement interprétée, Alan Wilder commettant une erreur vers la fin. Les deux instrumentaux ont été produits seulement par Depeche Mode, à l'opposé de la face A qui a été produite par le groupe avec Daniel Miller et David Bascombe.
Le clip musical de Little 15 est réalisé par Martyn Atkins, qui avait déjà travaillé pour le groupe en ce qui concerne le design. Le clip met l'accent sur le temps qui passe vite, inexorablement. Ce clip a été tourné dans l'immeuble Trellick Tower à Londres.
Between the Buried and Me a repris la chanson sur leur premier album de 2006, The Anatomy Of.

## Liste des chansons

### 7": Mute / Little15 (R-U)
1. "Little 15" – 4:16
2. "Stjärna" – 4:25

### 12": Mute / 12Little15 (R-U)
1. "Little 15" – 4:16
2. "Stjärna" – 4:25
3. "Moonlight Sonata No. 14" – 5:36

### CD: Mute / CDLittle15 (R-U)
1. "Little 15" – 4:16
2. "Stjärna" – 4:25
3. "Moonlight Sonata No. 14" – 5:36

- La version CD est sortie en 1991.
- "Little 15" et "Stjarna" sont composés par Martin L. Gore. "Moonlight Sonata" est l'œuvre de Beethoven.

## Classements
| Pays        | Meilleure position |
| ----------- | ------------------ |
| Allemagne   | 16                 |
| Autriche    | 25                 |
| Royaume-Uni | 60                 |
| Suisse      | 18                 |

- Bien qu'à l'origine le titre était sorti en France, il ne s'y est pas classé[6].